# Государственный университет Джексона
Государственный университет Джексона (Джексонский университет) (англ. Jackson State University, сокр.  JSU или Jackson State) — американский государственный университет в Джексоне, штат Миссисипи; исторически чёрное высшее учебное заведение.
Это один из крупнейших исторически чёрных вузов США и четвёртый по величине университет в штате Миссисипи по количеству студентов. Является членом фонда Thurgood Marshall College Fund.

## История
Государственный университет Джексона развился из Натчезской семинарии (Natchez Seminary), основанной 23 октября 1877 года в Натчезе, штат Миссисипи. Семинария была связана с Американским обществом баптистской домашней миссии, которое учредило её «для нравственного, религиозного и интеллектуального совершенствования христианских лидеров цветного населения Миссисипи и соседних штатов». В 1883 году учебное заведение сменило название на Колледж Джексона и переехало из Натчеза в столицу штата — город Джексон.
В начале XX века колледж переехал на свое нынешнее место и превратился в полноценный государственный университет. Прежнее местоположение сегодня является кампусом колледжа Миллсапс.
В 1934 году, во времена Великой депрессии, Баптистское общество прекратило финансовую поддержку колледжа и в 1940 году он стал государственным учреждением, известным как Школа подготовки негров штата Миссисипи (Mississippi Negro Training School). Затем в 1944 году учебное заведение стало называться Колледж Джексона для негритянских учителей (Jackson College for Negro Teachers), а с 1967 года — Государственный колледж Джексона (Jackson State College). После добавления программ для выпускников и расширенной учебной программы, вуз получил в 1974 году имя Государственный университет Джексона.

## Деятельность

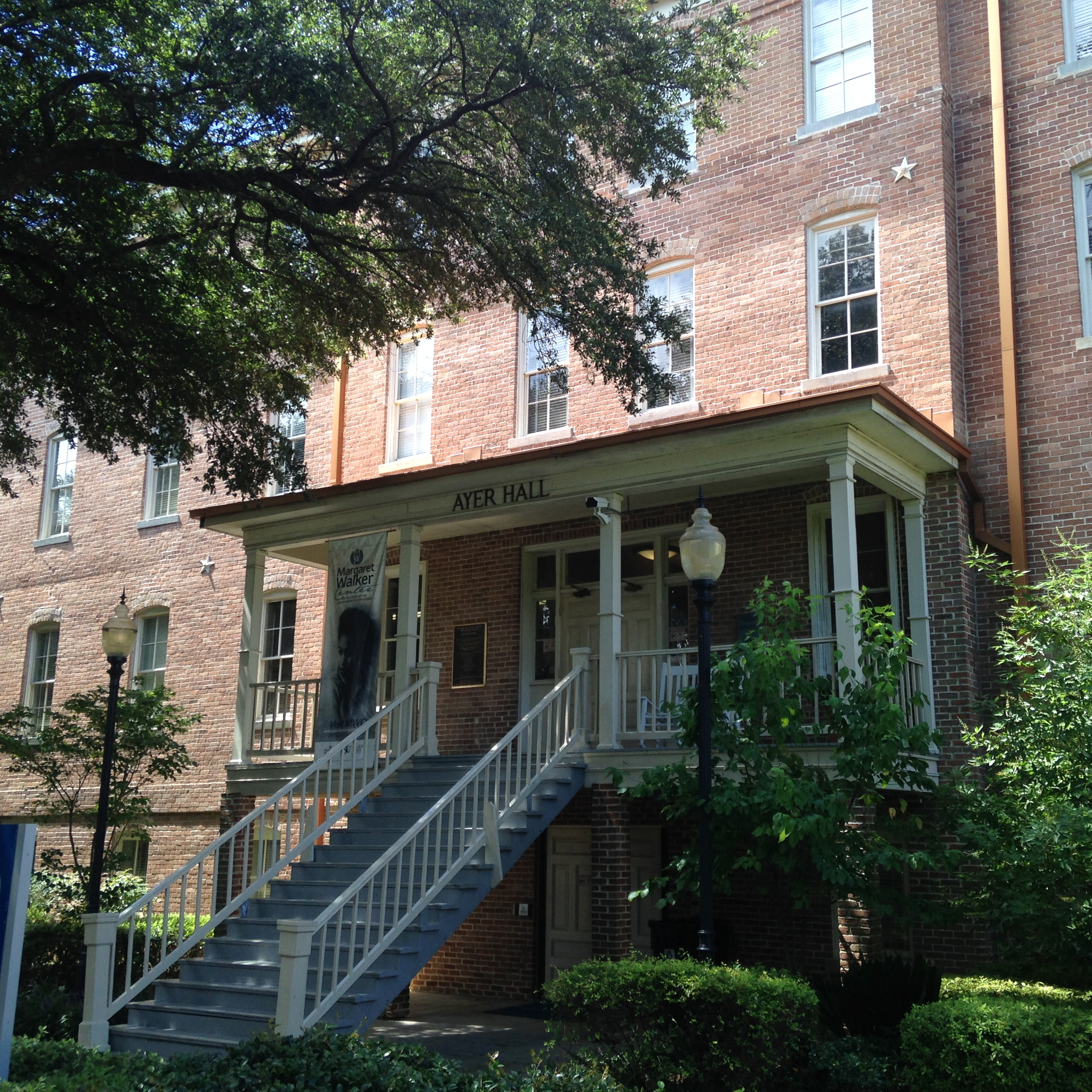
Ayer Hall

В университете обучается порядка 7000 студентов и аспирантов; в нём работают 575 преподавателей и 1431 сотрудник, из которых 54 % являются штатными сотрудниками вуза.
Главный кампус включает более 50 академических и административных зданий. Старейшим из них является Ayer Hall, построенный в 1903 году. Он был назван в честь первого президента — Чарльза Эйера. В 1977 году здание было внесено в Национальный реестр исторических мест США.
Попечительский совет является конституционным руководящим органом высших учебных заведений штата Миссисипи. Он назначает президента университета.

### Президенты
- 1877—1894 — Чарльз Эйер
- 1894—1911 — Лютер Г. Барретт
- 1911—1927 — Закари Т. Хьюберт
- 1927—1940 — Б. Болдуин Дэнсби
- 1940—1967 — Джейкоб Л. Реддикс
- 1967—1984 — Джон А. Пиплз-младший
- 1984—1991 — Джеймс А. Хефнер
- 1992—1999 — Джеймс Э. Лайонс-старший
- 2000—2010 — Рональд Мейсон-младший
- 2011—2016 — Кэролин В. Майерс
- 2017—2020 — Уильям Б. Байнум
- с 2020 — Томас Хадсон[2]

### Выпускники
В университете учились, а также окончили его многие известные личности, в их числе: актёр Морган Фримен, баскетболист Линдси Хантер, певица Кассандра Уилсон, политик Род Пейдж, 11-й президент Государственного университета Кентукки Мэри Смит, мэр Джексона Тони Ярбер и другие. Почётным доктором Джексонского университета была Мишель Обама — супруга 44-го Президента США Барака Обамы.